# Packet-Layer Protocol
Packet-Layer Protocol (PLP) – protokół pakietowy warstwy sieciowej standardu X.25, realizuje szereg ważnych funkcji:
- dokonuje wyboru trasy przesyłania pakietów przez podsieci komunikacyjne;
- przeciwdziała przeciążeniom sieci, w tym powstaniu zakleszczeń w węzłach sieci,
- odpowiada, w przypadku współpracy sieci komputerowych, za "przeźroczysty" przekaz informacji między sieciami, dokonując w szczególności segmentacji i resegmentacji przesyłanych pakietów,
- definiuje formaty pakietów.